# اختیارآباد سرکهن
اختیارآباد سرکهن، روستایی در دهستان نخلستان بخش مرکزی شهرستان کهنوج در استان کرمان ایران است.

## جمعیت
بر پایه سرشماری عمومی نفوس و مسکن در سال ۱۳۹۵، جمعیت این روستا برابر با ۱۵۰ نفر (۴۲ خانوار) بوده‌است.